# 中野雅之 (官僚)
中野 雅之（なかの まさゆき、1954年10月 - ）は、日本の官僚・弁護士。山口県出身。元厚生労働省大臣官房政策評価審議官。元厚生労働省政策統括官（労働担当）。元厚生労働省労働基準局長。元財務省大臣官房審議官。

## 人物・経歴
山口県出身。1973年、ラ・サール高等学校卒業。1979年、東京大学法学部卒業。大学卒業後、労働省に入省。1988年、熊本県商工観光労働部職業安定課長。1998年、労働省労働基準局安全衛生部計画課長。2000年、労働省労働基準局庶務課長。2001年、厚生労働省労働基準局監督課長。2002年、厚生労働省大臣官房参事官（会計担当）。2004年、厚生労働省大臣官房地方課長。2006年、厚生労働省大臣官房政策評価審議官。2007年、財務省大臣官房審議官。2009年、厚生労働省政策統括官（労働担当）。2012年-2014年、厚生労働省労働基準局長。2017年、上智大学法科大学院修了。2019年、最高裁判所司法研修所修了（72期）、弁護士登録。2019年、岩田合同法律事務所に入所。